# Rich Cullen
Richard „Rich“ Patrick Cullen (* 12. Januar 1975 in Spokane, Washington) ist ein ehemaliger US-amerikanischer Fußballspieler auf der Position eines Torwarts. Neben seiner Militärkarriere und seiner Tätigkeit im Finanzbereich tritt er zeitweise auch als Fußballtrainer in Erscheinung.

## Fußballkarriere
Rich Cullen wurde am 12. Februar 1975 als Sohn eines US-Air-Force-Piloten in der Großstadt Spokane im US-Bundesstaat Washington geboren. Nachdem er in Spokane aufgewachsen war und seine Schulausbildung absolviert hatte, beendete er diese im Jahre 1996, als er die Mead High School, deren schuleigener Herrenfußballmannschaft er angehörte, abschloss. In weiterer Folge begann er sein Studium an der United States Air Force Academy in Colorado Springs, Colorado, und gehörte parallel dazu dem Herrenfußballteam der Air Force Falcons, der Universitätssportabteilung, an. In dieser trat er von 1996 bis 1999 in Erscheinung, war in allen vier Jahren ein Letterman und war in drei Jahren in der All-Western-Athletic-Conference-Auswahl. Über mehrere Jahre führt er die Torhüterstatistiken der Air Force Falcons an; dabei vor allem im Bereich der gehaltenen Bälle und beim Elfmeterschießen.
Mit 38 Siegen und 238 gehaltenen Bällen im Laufe seiner College-Karriere ist er heute (Stand: 2018) noch immer der zweitbeste Spieler der Air Force Falcons in dieser Wertung. Im Jahr 1997 erreichte er mit den Falcons die NCAA Division I Men’s Soccer Championship, schied dort allerdings noch im Erstrundenspiel mit 2:3 gegen die Bluejays von der Creighton University aus. In diesem Jahr gelang es ihm auch selbst ein Tor zu erzielen. 1999 schaffte er es aufgrund seiner Leistungen ins All-Mountain-Pacific-Sports-Federation-First-Team. Des Weiteren war er in seinem Senior-Jahr 1999 der Most Valuable Player (MVP) der Air Force Falcons. Bereits sein älterer Bruder Chris, der in den frühen 1990er Jahren ebenfalls dem Fußballteam der Air Force Falcons angehörte und später auf Profiebene für die Colorado Foxes spielte, erhielt diese Auszeichnung.
Über den MLS SuperDraft 2000 wurde Cullen als 67. Pick in der sechsten Runde zum Major-League-Soccer-Franchise Colorado Rapids gedraftet. Rund drei Monate später erhielt er seinen Bachelor of Economics und schloss somit seine Karriere an der US Air Force Academy ab. Im selben Jahr fungierte er, selbst nicht mehr spielberechtigt, noch kurzzeitig als graduate assistant coach der Falcons. Nach seinem Wechsel zu den Colorado Rapids kam er für diese unter Trainer Glenn Myernick nicht zum Einsatz, sondern verbrachte einen Großteil des Spieljahres 2000 in der Reservemannschaft bzw. als Leihspieler bei Colorado Springs Ascent mit Spielbetrieb in der viertklassigen nordamerikanischen USL Premier Development League (USL PDL). Das von Mark Plakorus trainierte Franchise Colorado Springs Ascent war vor allem aufgrund seiner Nähe zur US Air Force Academy zu Cullens Vorteil. Ein Profivertrag kam vor allem deshalb nicht zustande, da sich Cullen bereits davor verpflichtet hatte, für weitere zweite Jahre der Air Force in Colorado Springs zu dienen. Dennoch pendelte er in dieser Zeit zwischen Denver, wo die Colorado Rapids beheimatet sind, um dort zu trainieren und Colorado Springs, wo er für den dortigen Viertligisten und die Air Force in Erscheinung trat.
Im Jahre 2001 wechselte der 1,83 m große Torwart zu den Seattle Sounders in die A-League, die damalige zweite Liga im US-amerikanischen Fußballliga-System. Dort fungierte er anfangs als zweiter Torhüter hinter der Stammkraft Preston Burpo, kam aber im Mai 2003, nachdem sich Burpo nach einem Zusammenstoß am Feld mit seinem Teamkollegen Danny Jackson einen Kieferbruch zugezogen hatte, als Nummer 1 zum Einsatz. Während dieser Zeit bei den Seattle Sounders war er zeitgleich im aktiven Dienst an der McChord Air Force Base als Reservist. Dort agierte er als Kommunikationsoffizier und als Flight Commander of Information Systems Flight. Parallel hierzu trat Cullen auch für All-Air-Force- und All-Military-Mannschaften in Erscheinung und nahm im Jahre 2003 mit einer All-Military-Auswahl an einem Regional-CISM-Tournament auf Barbados teil. Wie bereits im vorangegangenen Spieljahr 2002 schaffte es Cullen mit den Seattle Sounders auch 2003 als Erster der Pacific Division, einer von parallel laufenden Divisionen der Western Conference und somit einer von vier Divisionen der A-League, in die saisonabschließenden Play-offs. Anders als 2002, als die Mannschaft bereits in den Conference Semifinals gegen die Vancouver Whitecaps ausschied, schaffte es das Franchise 2003 bis in die Conference Finals und unterlag in diesen Minnesota Thunder mit einem Gesamtscore von 0:2 aus Hin- und Rückspiel. In diesem Jahr wurde er aufgrund seiner Leistungen auch ins All-A-League-Second-Team gewählt.
Bis zum Draft von Kevin Durr zu den Seattle Sounders über den MLS Supplemental Draft 2013 war Cullen der einzige Absolvent der United States Air Force Academy, der den Sprung in die Major League Soccer schaffte. Der letzte Spieler mit einem Hintergrund bei der US Air Force Academy war Daniel Wasson, der zwei Jahre an der Academy war, ehe er an die University of Tulsa wechselte, der über den MLS Supplemental Draft 2006 zu den Colorado Rapids gedraftet wurde.

## Karriere abseits des Fußballs
Nach diesem Spieljahr 2003 beendete Rich Cullen, zu diesem Zeitpunkt im Rang eines Captain, seine aktive Karriere als Fußballspieler und konzentrierte sich vor allem auf seine Militärlaufbahn. Nebenbei agierte er von 2003 bis 2005 jedoch auch noch als Assistenz- bzw. Torwarttrainer der Herrenfußballmannschaft an der United States Air Force Academy und unterstützte hier den legendären Trainer Lou Sagastume bei seiner Arbeit. Später wirkte er auch im Jugendbereich als Trainer, so zum Beispiel von 2005 bis 2006 bei der U-13-B-Mannschaft von Pikes Peak Rush. Im Jahre 2007 kehrte er wieder in seine Heimatstadt Spokane zurück, wo er sich mit seiner Familie fortan niederließ. Hier ist er seitdem bei der Washington Air National Guard im Camp Murray bei der Joint Base Lewis–McChord stationiert und heute als Director of Operations und Joint Terminal Attack Controller (JTAC) beim 116. Air Support Operations Squadron (116th ASOS) der United States Air Force Tactical Air Control Party (USAF TACP) im Einsatz.
Nebenbei war er von 2007 bis 2010 auch als Projektmanager beim lokalen Bauunternehmen Vandervert Construction, Inc. in Spokane tätig. Von März 2010 bis September 2011 absolvierte er an der sogenannten SERE-School auf seiner Basis ein SERE-Training. Danach gehörte er zwischen Juli 2013 und Juli 2017 dem Finanzdienstleister Northern Capital Management, Inc. als Finanzplaner an und wechselte noch im Juli 2017 als Finanz- und Vermögensberater zur Financial Management, Inc. Nebenbei war er jedoch immer wieder im Fußballnachwuchsbereich tätig, wobei er seit seiner Rückkehr nach Spokane beim Jugendausbildungsverein SSC Shadow als Torwarttrainer aktiv ist. Des Weiteren betreute er zwischen Mai 2014 und November 2016 unter Cheftrainer Chad Bodnar die Damenfußballmannschaft an der Eastern Washington University als Assistenz- und Torwarttrainer. Seit seiner Rückkehr nach Spokane betreibt er hier mit Washington Goalkeeping eine eigene Ausbildungsstätte für Torhüter. Mit dieser trat er bereits in diverse Partnerschaften, darunter mit der Spokane Soccer Academy.
Heute (Stand: 2018) lebt Rich Cullen mit seiner Frau Tamara und den vier gemeinsamen Töchtern in Spokane.